# Mabel (énekesnő)
Mabel Alabama-Pearl McVey (Málaga, Spanyolország, 1996. február 19. –) spanyol születésű angol énekesnő és dalszerző. Zenéje a popzene és a kortárs R&B műfajokba sorolható.

## Élete
Mabel Alabama-Pearl McVey a málagai Alhaurín el Grande-ban született.  Neneh Cherry svéd énekesnő és Cameron McVey brit lemezproducer lánya. Dédnagyapja Don Cherry trombitás, nagybátyja Eagle-Eye Cherry rockénekes, féltestvére pedig a Mattafix korábbi énekese, Marlon Roudette. Spanyolországban és Svédországban nőtt fel. Miután Svédországban befejezte a középiskolát, Londonba költözött, hogy zenei karriert folytasson.